# Campeonato Rondoniense 2021
El Campeonato Rondoniense de Fútbol 2021 fue la 76.ª edición de la primera división de fútbol del estado de Rondonia. El torneo fue organizado por la Federação de Futebol do Estado de Rondônia (FFER). El torneo comenzó el 24 de abril y culminó el 14 de julio con la final entre Porto Velho y Real Ariquemes, la cual fue ganada por el primero tras vencer en tanda de penales, logrando así su segundo título estadual.

## Sistema de juego

### Primera fase
Los 8 equipos, son divididos en dos grupos de 4 cada uno. Los clubes se enfrentan en partidos de ida y vuelta, haciendo así 6 fechas en total. Una vez terminada la primera fase, los dos primeros de cada grupo llegan a las semifinales. El último de cada grupo desciende al Campeonato Rondoniense de Segunda División.

### Segunda fase
- Semifinales: Los enfrentamientos se emparejan con respecto al puntaje de la primera fase, de la siguiente forma:
  - 1.º A vs. 2.º B
  - 1.º B vs. 2.º A

- Nota 1: El club que terminó en segunda posición en su respectivo grupo, es local en el partido de ida.

- Final: Los dos ganadores de las semifinales disputan la final.

- Nota 2: El equipo con menor puntaje hasta esta fecha, es local en el partido de ida.

- Nota: En caso de empate en puntos y diferencia de goles en cualquier llave, se definirá en tanda de penales.

### Clasificaciones
- Copa de Brasil 2022: Clasifica únicamente el campeón del campeonato.
- Copa Verde 2022: Clasifican los dos finalistas del campeonato.
- Serie D 2022: Clasifica el mejor equipo que no disputa ni la Serie A, Serie B o Serie C.

## Equipos participantes
| Equipo                | Ciudad         | Estadio            | Capacidad | Posición 2020 | Títulos (último) |
| --------------------- | -------------- | ------------------ | --------- | ------------- | ---------------- |
| Barcelona de Rondônia | Vilhena        | Portal da Amazônia | 2500      | 8.º           | 0                |
| Genus                 | Porto Velho    | Aluizão            | 5000      | 6.º           | 1 (2015)         |
| Guaporé               | Rolim de Moura | Cassolão           | 4000      | 9.º           | 0                |
| Ji-Paraná             | Ji-Paraná      | Biancão            | 5000      | 3.º           | 9 (2012)         |
| Porto Velho           | Porto Velho    | Aluizão            | 5000      | Campeón       | 1 (2020)         |
| Real Ariquemes        | Ariquemes      | Valerião           | 2500      | 2.º           | 2 (2018)         |
| Rondoniense           | Porto Velho    | Aluizão            | 5000      | 10.º          | 1 (2016)         |
| União Cacoalense      | Cacoal         | Aglair Tonelli     | 4000      | 4.º           | 2 (2004)         |

## Primera fase

### Grupo A
| Pos. | Equipo         | Pts. | PJ | G | E | P | GF | GC | Dif. | Clasificación          |
| ---- | -------------- | ---- | -- | - | - | - | -- | -- | ---- | ---------------------- |
| 1    | Real Ariquemes | 18   | 6  | 6 | 0 | 0 | 11 | 0  | +11  | Fase final.            |
| 2    | Porto Velho    | 10   | 6  | 3 | 1 | 2 | 7  | 3  | +4   | Fase final.            |
| 3    | Rondoniense    | 7    | 6  | 2 | 1 | 3 | 8  | 7  | +1   |                        |
| 4    | Genus          | 0    | 6  | 0 | 0 | 6 | 2  | 18 | −16  | Descenso de categoría. |

Actualizado a los partidos jugados el 12 de mayo de 2021.
 Fuente: 
Criterios de clasificación: 1) Puntos; 2) Partidos ganados; 3) Enfrentamiento directo entre los equipos en cuestión; 4) Diferencia de gol; 5) Goles anotados; 6) Menor cantidad de tarjetas rojas; 7) Menor cantidad de tarjetas amarillas; 8) Sorteo.

#### Fixture
- La hora de cada encuentro corresponde al huso horario correspondiente al Estado de Rondonia (UTC-4).

| Porto Velho    | 0 - 0 | Rondoniense | Aluizão  | 24 de abril | 10:00 |
| Real Ariquemes | 2 - 0 | Genus       | Valerião | 25 de abril | 15:30 |

| Rondoniense | 0 - 1 | Real Ariquemes | Aluizão | 28 de abril | 15:30 |
| Genus       | 0 - 3 | Porto Velho    | Aluizão | 29 de abril | 15:30 |

| Porto Velho | 0 - 1 | Real Ariquemes | Aluizão | 2 de mayo | 10:00 |
| Genus       | 1 - 2 | Rondoniense    | Aluizão | 2 de mayo | 16:00 |

| Rondoniense | 1 - 3 | Porto Velho    | Aluizão | 5 de mayo | 15:30 |
| Genus       | 0 - 5 | Real Ariquemes | Aluizão | 6 de mayo | 15:30 |

| Porto Velho    | 1 - 0 | Genus       | Aluizão  | 9 de mayo | 15:30 |
| Real Ariquemes | 1 - 0 | Rondoniense | Valerião | 9 de mayo | 15:30 |

| Real Ariquemes | 1 - 0 | Porto Velho | Valerião | 12 de mayo | 15:30 |
| Rondoniense    | 5 - 1 | Genus       | Aluizão  | 12 de mayo | 15:30 |

### Grupo B
| Pos. | Equipo                | Pts. | PJ | G | E | P | GF | GC | Dif. | Clasificación          |
| ---- | --------------------- | ---- | -- | - | - | - | -- | -- | ---- | ---------------------- |
| 1    | União Cacoalense      | 12   | 6  | 3 | 3 | 0 | 8  | 4  | +4   | Fase final.            |
| 2    | Guaporé               | 11   | 6  | 3 | 2 | 1 | 6  | 3  | +3   | Fase final.            |
| 3    | Barcelona de Rondônia | 8    | 6  | 2 | 2 | 2 | 6  | 7  | −1   |                        |
| 4    | Ji-Paraná             | 1    | 6  | 0 | 1 | 5 | 6  | 12 | −6   | Descenso de categoría. |

Actualizado a los partidos jugados el 12 de mayo de 2021.
 Fuente: 
Criterios de clasificación: 1) Puntos; 2) Partidos ganados; 3) Enfrentamiento directo entre los equipos en cuestión; 4) Diferencia de gol; 5) Goles anotados; 6) Menor cantidad de tarjetas rojas; 7) Menor cantidad de tarjetas amarillas; 8) Sorteo.

#### Fixture
- La hora de cada encuentro corresponde al huso horario correspondiente al Estado de Rondonia (UTC-4).

| Barcelona de Rondônia | 1 - 1 | União Cacoalense | Portal da Amazônia | 24 de abril | 16:00 |
| Guaporé               | 1 - 1 | Ji-Paraná        | Cassolão           | 25 de abril | 16:00 |

| Ji-Paraná        | 1 - 2 | Barcelona de Rondônia | Eduardão       | 28 de abril | 15:30 |
| União Cacoalense | 1 - 0 | Guaporé               | Aglair Tonelli | 28 de abril | 16:00 |

| Ji-Paraná             | 1 - 2 | União Cacoalense | Eduardão           | 2 de mayo | 16:00 |
| Barcelona de Rondônia | 0 - 2 | Guaporé          | Portal da Amazônia | 2 de mayo | 16:00 |

| União Cacoalense | 0 - 0 | Barcelona de Rondônia | Aglair Tonelli | 5 de mayo | 16:00 |
| Ji-Paraná        | 0 - 1 | Guaporé               | Eduardão       | 6 de mayo | 15:30 |

| Guaporé               | 1 - 1 | União Cacoalense | Cassolão           | 9 de mayo | 15:30 |
| Barcelona de Rondônia | 3 - 2 | Ji-Paraná        | Portal da Amazônia | 9 de mayo | 16:00 |

| União Cacoalense | 3 - 1 | Ji-Paraná             | Aglair Tonelli | 12 de mayo | 15:30 |
| Guaporé          | 1 - 0 | Barcelona de Rondônia | Cassolão       | 12 de mayo | 15:30 |

## Fase final

#### Cuadro de desarrollo
|  | Semifinales      | Semifinales          | Semifinales      | Semifinales      | Semifinales      |   |                 | Final           | Final           | Final           | Final           | Final           |  |
|  | 16 al 27 de mayo | 16 al 27 de mayo     | 16 al 27 de mayo | 16 al 27 de mayo | 16 al 27 de mayo |   |                 | 7 y 14 de julio | 7 y 14 de julio | 7 y 14 de julio | 7 y 14 de julio | 7 y 14 de julio |  |
|  |                  |                      |                  |                  |                  |   |                 |                 |                 |                 |                 |                 |  |
|  |                  |                      |                  |                  |                  |   |                 |                 |                 |                 |                 |                 |  |
|  | 1B               | União Cacoalense (p) | 0                | 2                | 2 (6)            |   |                 |                 |                 |                 |                 |                 |  |
|  | 1B               | União Cacoalense (p) | 0                | 2                | 2 (6)            |   |                 |                 |                 |                 |                 |                 |  |
|  | 2A               | Porto Velho          | 1                | 1                | 2 (5)            |   |                 |                 |                 |                 |                 |                 |  |
|  | 2A               | Porto Velho          | 1                | 1                | 2 (5)            |   | Porto Velho (p) | Porto Velho (p) | 1               | 1               | 2 (5)           |                 |  |
|  |                  |                      |                  |                  |                  |   | Porto Velho (p) | Porto Velho (p) | 1               | 1               | 2 (5)           |                 |  |
|  |                  |                      | Real Ariquemes   | Real Ariquemes   | 1                | 1 | 2 (3)           |                 |                 |                 |                 |                 |  |
|  | 1A               | Real Ariquemes (p)   | Real Ariquemes   | Real Ariquemes   | 1                | 1 | 2 (3)           | 0               | 1               | 1 (4)           |                 |                 |  |
|  | 1A               | Real Ariquemes (p)   |                  |                  |                  |   |                 | 0               | 1               | 1 (4)           |                 |                 |  |
|  | 2B               | Guaporé              | 1                | 0                | 1 (3)            |   |                 |                 |                 |                 |                 |                 |  |
|  | 2B               | Guaporé              | 1                | 0                | 1 (3)            |   |                 |                 |                 |                 |                 |                 |  |
|  |                  |                      |                  |                  |                  |   |                 |                 |                 |                 |                 |                 |  |

Nota: El equipo que ocupa la primera línea es el que define la serie como local.
| Bandera del estado de Rondonia |
| Campeón                        |
| Porto Velho 2.do título        |

## Clasificación final
| Pos. | Equipo                | Pts. | PJ | G | E | P | GF | GC | Dif. | Clasificación                                        |
| ---- | --------------------- | ---- | -- | - | - | - | -- | -- | ---- | ---------------------------------------------------- |
| 1.°  | Porto Velho (C)       | 15   | 10 | 4 | 3 | 3 | 11 | 7  | +4   | Copa de Brasil 2022, Copa Verde 2022 y Serie D 2022. |
| 2.°  | Real Ariquemes        | 23   | 10 | 7 | 2 | 1 | 14 | 3  | +11  | Copa Verde 2022.                                     |
| 3.°  | União Cacoalense      | 15   | 8  | 4 | 3 | 1 | 10 | 6  | +4   |                                                      |
| 4.°  | Guaporé               | 14   | 8  | 4 | 2 | 2 | 7  | 4  | +3   |                                                      |
| 5.°  | Barcelona de Rondônia | 8    | 6  | 2 | 2 | 2 | 6  | 7  | −1   |                                                      |
| 6.°  | Rondoniense           | 7    | 6  | 2 | 1 | 3 | 8  | 7  | +1   |                                                      |
| 7.°  | Ji-Paraná             | 1    | 6  | 0 | 1 | 5 | 6  | 12 | −6   | Segunda División 2021.                               |
| 8.°  | Genus                 | 0    | 6  | 0 | 0 | 6 | 2  | 18 | −16  | Segunda División 2021.                               |

Reglas de clasificación: 1) Puntos; 2) Partidos ganados; 3) Enfrentamiento directo entre los equipos en cuestión; 4) Diferencia de gol; 5) Goles anotados; 6) Menor cantidad de tarjetas rojas; 7) Menor cantidad de tarjetas amarillas; 8) Sorteo.